# 宇治市立大開小学校
宇治市立大開小学校は（うじしりつ おおびらきしょうがっこう）は、京都府宇治市にある市立の小学校。

## 概要
宇治市立大開小学校は、1976年（昭和51年）に、宇治市立大久保小学校と宇治市立神明小学校の児童数増加に伴い、両校から分離する形で、新たな市立の小学校として、誕生した。

## 沿革
- 1976年（昭和51年） 4月 宇治市立大久保小・神明小の児童増に伴い、両校を分離統合し新設
- 1976年（昭和51年） 6月 PTA結成総会
- 1976年（昭和51年） 7月 プール竣工
- 1976年（昭和51年） 12月 普通教室4教室増築
- 1977年（昭和52年） 5月 校旗制定
- 1979年（昭和54年） 3月 校歌制定（作詞・藤井節雄氏、作曲・四方都統氏）
- 1979年（昭和54年） 3月 普通教室4教室増築
- 1982年（昭和57年） 12月 普通教室3教室増設、児童玄関拡張
- 2009年（平成21年） 9月 ランチルーム設置
- 2010年（平成22年） 11月 体育館耐震補強工事施工
- 2012年（平成24年） 4月 校舎耐震補強工事施工完工
- 2012年（平成24年） 4月 宇治市小中一貫教育開始
- 2012年（平成24年） 8月 空調工事施工

## 主な進学先
- 宇治市立広野中学校（全域）

## 通学区域が隣接している学校
- 宇治市立大久保小学校
- 宇治市立神明小学校
- 宇治市立菟道第二小学校
- 宇治市立菟道小学校
- 城陽市立寺田南小学校
- 城陽市立深谷小学校